# Resolutie 1604 Veiligheidsraad Verenigde Naties
Resolutie 1604 van de Veiligheidsraad van de Verenigde Naties werd op 15 juni 2005
unaniem aangenomen door de VN-Veiligheidsraad
en verlengde de VN-vredesmissie op Cyprus met een half jaar.

## Achtergrond
Nadat in 1964 geweld was uitgebroken tussen de Griekse- en Turkse bevolkingsgroep op Cyprus stationeerden
de VN de UNFICYP-vredesmacht op het eiland. Die macht wordt sindsdien om het half jaar verlengd. In 1974
bezette Turkije het noorden van Cyprus na een Griekse poging tot staatsgreep. In 1983
werd dat noordelijke deel met Turkse steun van Cyprus afgescheurd. Midden 1990 begon het toetredingsproces van
(Grieks-)Cyprus tot de Europese Unie maar de EU erkent de Turkse Republiek Noord-Cyprus niet.

## Inhoud

### Waarnemingen
Volgens de Secretaris-Generaal bleef de situatie rond de
Groene Lijn in Cyprus rustig, waren er weinig problemen in enkele gevoelige zones en daalde het aantal
incidenten. Ook hadden de Turks-Cyprioten de beperkingen op UNFICYP's bewegingsvrijheid opgeheven en
ondervond de vredesmissie nu een goede samenwerking van beide zijden. Verder waren sinds het openen van enkele
overgangsplaatsen al 7 miljoen Cyprioten de bufferzone gepasseerd.

### Handelingen
De Veiligheidsraad besloot het mandaat van UNFICYP te verlengen tot 15 december 2005.
Bij de Turks-Cyprioten en het Turkse leger werd aangedrongen de beperkingen die UNFICYP werden
opgelegd op te heffen en het militaire status quo in Strovilia van voor 30 juni 2000 te herstellen.

## Verwante resoluties
- Resolutie 1548 Veiligheidsraad Verenigde Naties (2004)
- Resolutie 1568 Veiligheidsraad Verenigde Naties (2004)
- Resolutie 1642 Veiligheidsraad Verenigde Naties
- Resolutie 1687 Veiligheidsraad Verenigde Naties (2006)

Lijst ·  1581 ·  1582 ·  1583 ·  1584 ·  1585 ·  1586 ·  1587 ·  1588 ·  1589 ·  1590 ·  1591 ·  1592 ·  1593 ·  1594 ·  1595 ·  1596 ·  1597 ·  1598 ·  1599 ·  1600 ·  1601 ·  1602 ·  1603 ·  1604 ·  1605 ·  1606 ·  1607 ·  1608 ·  1609 ·  1610 ·  1611 ·  1612 ·  1613 ·  1614 ·  1615 ·  1616 ·  1617 ·  1618 ·  1619 ·  1620 ·  1621 ·  1622 ·  1623 ·  1624 ·  1625 ·  1626 ·  1627 ·  1628 ·  1629 ·  1630 ·  1631 ·  1632 ·  1633 ·  1634 ·  1635 ·  1636 ·  1637 ·  1638 ·  1639 ·  1640 ·  1641 ·  1642 ·  1643 ·  1644 ·  1645 ·  1646 ·  1647 ·  1648 ·  1649 ·  1650 ·  1651